# NWA Mid-Atlantic Heavyweight Championship
L'NWA Mid-Atlantic Heavyweight Championship è stato un titolo di wrestling promosso prima dalla Jim Crockett Promotions, affiliata della National Wrestling Alliance (NWA).
Il titolo fu attivo dal 1973 al 1986.

## Storia
Il titolo fu annunciato il 6 settembre 1973 da Jim Crockett Jr., proprietario della Mid-Atlantic Championship Wrestling (poi diventata Jim Crockett Promotions), che durante un episodio di Championship Wrestling dichiarò di aver disattivato il NWA Eastern Heavyweight Championship, titolo attivo dal 1970, e la conseguente nascita del titolo Mid-Atlantic. In quel momento Jerry Brisco era il detentore del titolo Eastern, al suo quarto regno, e non avendo mai perso il titolo fu riconosciuto come primo detentore del nuovo alloro.
Il 26 dicembre 1986 l'allora campione Ron Garvin rese il titolo vacante dopo aver vinto la versione locale del NWA United States Tag Team Championship insieme con Barry Windham e la federazione non riassegnò mai il titolo, rendendolo di fatto disattivato. Nel 1988 la stessa JCP fu acquisita da Ted Turner, venendo rinominata in World Championship Wrestling.
Verso la fine degli anni '90 la NWA concesse a promoter locali di stabilire un territorio sotto il nome di MId-Atlantic Championship Wrestling, ma non avendo questo alcuna connessione con l'originale MACW il suo titolo massimo (anch'esso MACW Heavyweight Championship), non figura nell'albo d'oro di questo titolo.

## Albo d'oro
| Legenda  |                                                                               |
| -------- | ----------------------------------------------------------------------------- |
| #        | Indica il numero del regno titolato                                           |
| Regno    | Viene indicato il numero del regno del campione                               |
| Data     | La data in cui il titolo è stato vinto                                        |
| Località | Indica il luogo in cui il titolo è stato vinto                                |
| Note     | Indica notizie particolari riguardanti i cambi di titolo o altre informazioni |

| #  | Campione           | Regno | Data              | Giorni | Località                       | Evento                              | Note | Fonti |
| -- | ------------------ | ----- | ----------------- | ------ | ------------------------------ | ----------------------------------- | --- | ----- |
| 1  | Jerry Brisco       | 1     | 3 luglio 1973     | 186    | Columbia, Carolina del Sud     | House show                          | Brisco era il detentore del NWA Eastern Heavyweight Championship, che fu disattivato, e in virtù di ciò fu riconosciuto come campione inuagurale del titolo Mid-Atlantic.        |       |
| 2  | Johnny Valentine   | 1     | 5 gennaio 1974    | 296    | --                             | House show                          | Valentine vinse il titolo a tavolino a causa di un infortunio subito da Brisco.                                                                                                  |       |
| —  | Vacante            | —     | 28 ottobre 1974   | —      | —                              | —                                   | Il titolo fu reso vacante in seguito al finale controverso di una difesa titolata contro Sonny King.                                                                             |       |
| 3  | Johnny Valentine   | 2     | 4 novembre 1974   | 135    | --                             | House show                          | In uno spareggio per riassegnare il titolo contro King. |       |
| 4  | Paul Jones         | 1     | 9 marzo 1975      | 10     | Charlotte, Carolina del Nord   | House show                          | | [ 4 ] |
| 5  | Johnny Valentine   | 3     | 19 marzo 1975     | 102    | Raleigh, Carolina del Nord     | All Star Wrestling                  | Il titolo fu restituito a Valentine a causa di uno schienamento irregolare da parte di Jones nella sua vittoria.                                                                 | [ 4 ] |
| 6  | Wahoo McDaniel     | 1     | 29 giugno 1975    | 11     | Asheville, Carolina del Nord   | House show                          | |       |
| 7  | Ric Flair          | 1     | 10 luglio 1975    | 16     | --                             | House show                          | |       |
| 8  | Wahoo McDaniel     | 2     | 26 luglio 1975    | 56     | Asheville, Carolina del Nord   | House show                          | |       |
| 9  | Ric Flair          | 2     | 20 settembre 1975 | 226    | Charlotte, Carolina del Nord   | House show                          | |       |
| 10 | Wahoo McDaniel     | 3     | 3 maggio 1976     | 21     | Charlotte, Carolina del Nord   | House show                          | |       |
| 11 | Ric Flair          | 3     | 24 maggio 1976    | 110    | Charlotte, Carolina del Nord   | House show                          | | [ 5 ] |
| 12 | Wahoo McDaniel     | 4     | 11 settembre 1976 | 35     | Greenville, Carolina del Nord  | House show                          | |       |
| 13 | Ric Flair          | 4     | 16 ottobre 1976   | 72     | Greensboro, Carolina del Nord  | House show                          | |       |
| 14 | Wahoo McDaniel     | 5     | 27 dicembre 1976  | 166    | Richmond, Virginia             | House show                          | |       |
| 15 | Greg Valentine     | 1     | 11 giugno 1977    | 59     | Greensboro, Carolina del Nord  | House show                          | |       |
| 16 | Wahoo McDaniel     | 6     | 9 agosto 1977     | 29     | Raleigh, Carolina del Nord     | House show                          | |       |
| 17 | Greg Valentine     | 2     | 7 settembre 1977  | 207    | Raleigh, Carolina del Nord     | Mid-Atlantic Championship Wrestling | |       |
| 18 | Wahoo McDaniel     | 7     | 2 aprile 1978     | 7      | Greensboro, Carolina del Nord  | House show                          | |       |
| 19 | Ken Patera         | 1     | 9 aprile 1978     | 161    | Charlotte, Carolina del Nord   | House show                          | |       |
| 20 | Tony Atlas         | 1     | 17 settembre 1978 | 28     | Roanoke, Virginia              | House show                          | |       |
| 21 | Ken Patera         | 2     | 15 ottobre 1978   | 334    | Roanoke, Virginia              | House show                          | |       |
| 22 | Jim Brunzell       | 1     | 14 settembre 1979 | 69     | Richmond, Virginia             | House show                          | |       |
| 23 | Ray Stevens        | 1     | 22 novembre 1979  | 33     | Greensboro, Carolina del Nord  | House show                          | |       |
| 24 | JIm Brunzell       | 2     | 25 dicembre 1979  | 168    | Charlotte, Carolina del Nord   | House show                          | |       |
| 25 | The Iron Sheik     | 1     | 11 maggio 1980    | 174    | Charlotte, Carolina del Nord   | House show                          | | [ 6 ] |
| 26 | Ricky Steamboat    | 1     | 1 novembre 1980   | 166    | Richmond, Virginia             | House show                          | |       |
| 27 | Ivan Koloff        | 1     | 16 aprile 1981    | 177    | Norfolk, Virginia              | House show                          | |       |
| 28 | Ricky Steamboat    | 2     | 10 ottobre 1981   | 22     | Greensboro, Carolina del Nord  | House show                          | |       |
| 29 | Roddy Piper        | 1     | 1 novembre 1981   | 180    | Greensboro, Carolina del Nord  | House show                          | |       |
| 30 | Jack Brisco        | 1     | 10 maggio 1982    | 58     | Greenville, Carolina del Nord  | House show                          | |       |
| 31 | Roddy Piper        | 2     | 7 luglio 1982     | 27     | Charlotte, Carolina del Nord   | Mid-Atlantic Championship Wrestling | |       |
| 32 | Jack Brisco        | 2     | 3 agosto 1982     | 29     | Raleigh, Carolina del Nord     | House show                          | |       |
| 33 | Paul Jones         | 2     | 1 settembre 1982  | 47     | Charlotte, Carolina del Nord   | Mid-Atlantic Championship Wrestling | |       |
| 34 | Jack Brisco        | 3     | 18 ottobre 1982   | 15     | Greenville, Carolina del Sud   | House show                          | |       |
| 35 | Paul Jones         | 3     | 2 novembre 1982   | 28     | Raleigh, Carolina del Nord     | House show                          | |       |
| 36 | Jack Brisco        | 4     | 30 novembre 1982  | 61     | Coluimbia, Carolina del Sud    | House show                          | |       |
| 37 | Dory Funk Jr.      | 1     | 30 gennaio 1983   | 187    | Charlotte, Carolina del Nord   | House show                          | |       |
| 38 | Rufus Jones        | 1     | 5 agosto 1983     | 120    | Richmond, Virginia             | House show                          | |       |
| 39 | Dick Slater        | 1     | 3 dicembre 1983   | 11     | Hampton, Virginia              | House show                          | |       |
| 40 | Ivan Koloff        | 2     | 14 dicembre 1983  | 42     | --                             | --                                  | Dopo aver vinto il NWA United States Tag Team Championship Slater cedette il titolo a Koloff.                                                                                    |       |
| 41 | Angelo Mosca Jr.   | 1     | 25 gennaio 1984   | 53     | Shelby, Carolina del Nord      | House show                          | |       |
| 42 | Ivan Koloff        | 3     | 18 marzo 1984     | 35     | Charlotte, Carolina del Nord   | House show                          | |       |
| 43 | Angelo Mosca Jr.   | 2     | 22 aprile 1984    | 20     | Charlotte, Carolina del Nord   | House show                          | |       |
| 44 | The Masked Outlaw  | 2     | 12 maggio 1984    | 46     | Spencer, Carolina del Nord     | House show                          | The Masked Outlaw era già stato campione come Dory Funk Jr. |       |
| 45 | Angelo Mosca Jr.   | 3     | 27 giugno 1984    | 63     | Norfolk, Virginia              | House show                          | |       |
| 46 | Ron Bass           | 1     | 29 agosto 1984    | 199    | Spartanburg, Carolina del Sud  | House show                          | |       |
| 47 | Buzz Tyler         | 1     | 16 marzo 1985     | 121    | Greensboro, Carolina del Nord  | House show                          | |       |
| —  | Vacante            | —     | 15 luglio 1985    | —      | —                              | —                                   | Il titolo fu reso vacante quando Tyler lasciò la JCP. |       |
| 48 | Krusher Khrushchev | 1     | 28 novembre 1985  | 44     | Greensboro, Carolina del Nord  | Starrcade                           | In uno torneo per riassegnare il titolo, sconfiggendo in finale Sam Houston. |       |
| 49 | Sam Houston        | 1     | 11 gennaio 1986   | 66     | Atlanta, Georgia               | World Championship Wrestling        | |       |
| 50 | Black Bart         | 1     | 18 marzo 1986     | 168    | Mooresville, Carolina del Nord | House show                          | |       |
| 51 | Ron Garvin         | 1     | 2 settembre 1986  | 115    | Spartanburg, Carolina del Sud  | House show                          | |       |
| —  | Disattivato        | —     | 26 dicembre 1986  | —      | —                              | —                                   | Garvin rese il titolo vacante dopo aver vinto il NWA United States Tag Team Championship con Barry Windham e la JCP non riassegnò mai il titolo, renendolo di fatto disattivato. |       |